# Ipomoea amnicola
Ipomoea amnicola là một loài thực vật có hoa trong họ Bìm bìm. Loài này được Morong mô tả khoa học đầu tiên năm 1892.